# SPV GmbH
Pour les articles homonymes, voir SPV.
SPV GmbH est un label discographique indépendant allemand, basé à Hanovre. Fondé en 1984, il est le distributeur de Roadrunner Records. Il a un accord de distribution avec Sony Music.

## Histoire
Le label est fondé en 1984 par Manfred Schütz. SPV gère entre autres les sous-labels Steamhammer, Long Branch Records, Laute Helden, Oblivion, Cash Machine Records et SPV Recordings. Dans le cadre du bouleversement de l'industrie musicale lié aux systèmes d'échange peer-to-peer basés sur Internet, SPV connaît également une baisse significative de son chiffre d'affaires, au cours de laquelle l'infrastructure existante avec ses propres bâtiments et studios ne peut plus être maintenue. Finalement, malgré des mesures de réduction des coûts, une demande d'insolvabilité a dû être déposée en juin 2009.
En octobre 2012, une équipe d'investisseurs trouve le moyen d'assurer la pérennité du label et du portefeuille d'artistes après avoir évité la procédure d'insolvabilité qui durait depuis trois ans et avoir réussi à assainir l'entreprise. Une reprise par l'éditeur de musique berlinois Jack White Productions AG avait auparavant échoué en raison de l'opposition des artistes de SPV. De plus, dans le cadre de la reprise par le groupe d'investisseurs, d'autres postes clés de l'entreprise sont créés ou réattribués.
Pour la distribution en Grèce et à Chypre, il existe un accord de distribution exclusif avec Infinity Entertainment. En décembre 2020, SPV est racheté par le label autrichien de heavy metal Napalm Records.

## Groupes notables
- Alpha Academy
- Bad Religion
- Chris de Burgh
- Deicide
- Eloy
- Eric Burdon
- Fargo
- Felix Meyer & Project Île
- Fury in the Slaughterhouse
- Gamma Ray
- Hatesphere
- Iced Earth
- Igor Cavalera
- InLegend
- Jon Schaffer
- Kaiser Chiefs
- Lynyrd Skynyrd
- Motörhead
- Nitrogods
- Oliver Palotai
- Paul Rodgers
- Project Pitchfork
- Ritchie Blackmore
- Saltatio Mortis
- Schwoißfuaß
- Sodom
- The Hirsch Effekt
- Tommy Lee
- Type O Negative
- Victorius
- Vintersorg
- Whitesnake
- Xavier Naidoo
- Yngwie Malmsteen
- Zebrahead